# 2-propylamine
2-propylamine of isopropylamine is een organische verbinding met als brutoformule C3H9N. Het is een extreem ontvlambare en hygroscopische kleurloze vloeistof met een doordringende ammoniakgeur.

## Synthese
2-propylamine wordt gesynthetiseerd door een reactie van 2-propanol en ammoniak, samen met een nikkel- of koperkatalysator:
{\displaystyle {\ce {C3H8O + NH3 -> C3H9N + H2O}}}

## Toepassingen
2-propylamine wordt gebruikt als het zoutcomponent in glyfosaat, bij de productie van plastics, pesticiden, rubber, geneesmiddelen en als een additief in de petroleumsector.

## Toxicologie en veiligheid
De stof ontleedt bij verhitting met vorming van giftige dampen van stikstofoxiden en waterstofcyanide. 2-propylamine reageert met onder meer oxidatoren, zuren, zuuranhydriden, zuurchloriden, nitroparaffines, gehalogeneerde koolwaterstoffen. 2-propylamine tast ook koper en zijn verbindingen, lood, zink en tin aan. De stof is daarnaast schadelijk voor waterorganismen.